# 1971 w grach komputerowych

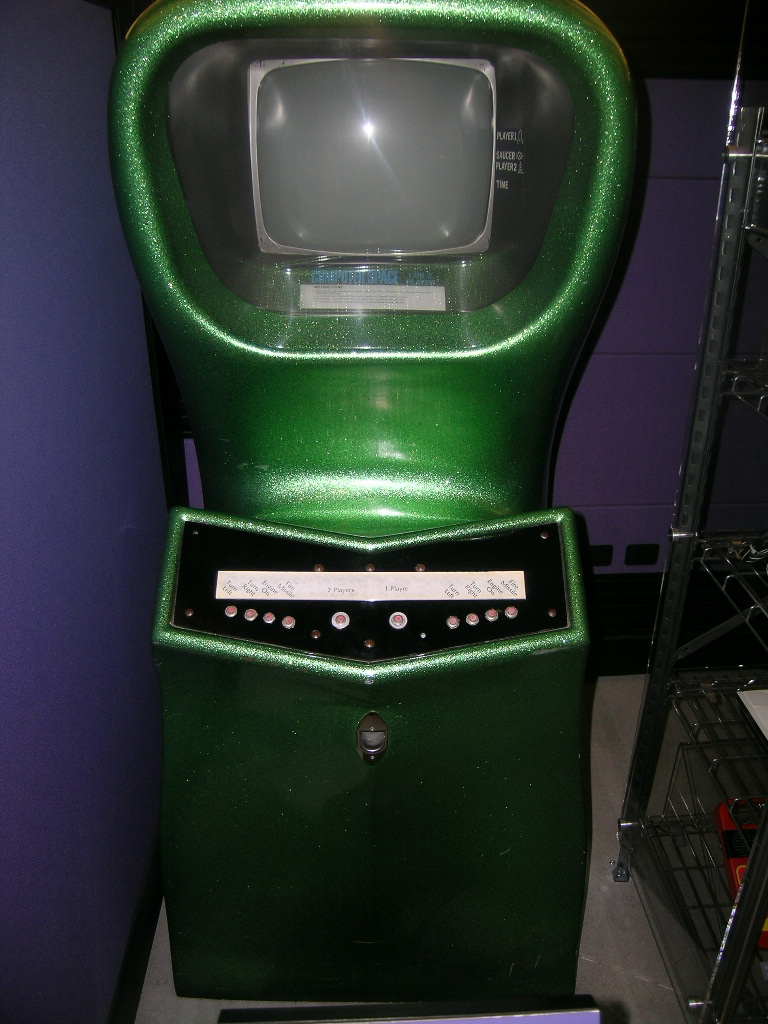
Computer Space, pierwsza komercyjna gra typu arcade

Artykuł opisuje ważne wydarzenia w 1971 roku w branży gier komputerowych. Zobacz też: historia gier komputerowych.

## Wydarzenia
- 22 marca Ralph Baer składa dokumenty do United States Patent and Trademark Office (Biura Patentowego) o przyznanie patentu dla "aparatury telewizyjnej przeznaczonej do gier i treningów"[1].
- W czerwcu Bill Pitts i Hugh Tuck tworzą Computer Recreations, Inc[2].
- Magnavox podpisuje licencjonowanie z Sanders Associates dotyczące konsoli gier wideo Odyssey[3].
- Nakamura Manufacturing Ltd. przyjmuje nazwę "Namco" jako markę[4].

## Warte uwagi wydania
- We wrześniu Computer Recreations, Inc. instaluje Galaxy Game, przeprogramowaną wersję Spacewar! dla PDP-11, pierwszy uruchamiany monetami automat arcade w Tresidder Union na Uniwersytecie Stanforda[2].
- W listopadzie Nutting Associates wydaje 1 500 automatów z grą Nolana Bushnella, Computer Space (kolejną wolnostojącą implementacją Spacewar!), która staje się pierwszą masowo produkowaną grą arcade[5].
- Don Rawitsch i dwoje innych studentów Carleton College tworzy The Oregon Trail[6].
- Don Daglow programuje pierwszą grę komputerową o baseballu na mainframe'ie PDP-10 w Pomona College[7].
- Mike Mayfield tworzy grę tekstową Star Trek na minikomputer Sigma 7[8].